# Universo (álbum)
Universo es el nombre del quinto álbum de estudio del cantautor argentino Axel. El disco salió al mercado el 16 de mayo de 2008. Fue disco de platino al poco tiempo.
En su nuevo material, Axel expone un repertorio que recorre varios estilos. El primer sencillo es "Celebra la vida".
Universo contó con la producción artística de Axel, Oscar Asencio y Juan Blas Caballero. Fue grabado y mezclado en los Estudios Panda y Estudios El Pie de Buenos Aires, y masterizado en Precision Mastering de Los Ángeles (California) por Tom Baker.

## Lista de canciones
| Universo |                     |          |  |
| N.º      | Título              | Duración |  |
| 1.       | «Verte reír»        |          |  |
| 2.       | «Llévame»           |          |  |
| 3.       | «Sea lo que sea»    |          |  |
| 4.       | «Quiero darte amor» |          |  |
| 5.       | «Ojalá»             |          |  |
| 6.       | «Ella»              |          |  |
| 7.       | «Celebra la vida»   |          |  |
| 8.       | «Estrellitas»       |          |  |
| 9.       | «Te soñé»           |          |  |
| 10.      | «El amor que das»   |          |  |
| 11.      | «Creencias»         |          |  |
| 12.      | «Dime que me amas»  |          |  |
| 13.      | «Si pudiera»        |          |  |

## Sencillos
- «Celebra la vida» (2008)
- «Verte reír» (2008)
- «Si pudiera» (2008 - sencillo para radio)
- «Llévame» (2009 - sencillo para radio)
- Te soñé (2010 - videoclip desde su DVD en vivo Amor por siempre)

## Remezclas
1. "Celebra la vida" (Remix) (Ft. Makano) - 4:10